# Heinz Neuber
Heinz August Paul Neuber (* 22. November 1906 in Stettin; † 18. November 1989 in Bad Wörishofen)  war ein deutscher Maschinenbauingenieur mit dem Spezialgebiet Technische Mechanik.

## Leben
Heinz Neuber studierte nach dem Abitur Maschinenbau an den Technischen Hochschulen in Berlin und München. Als Assistent von Ludwig Föppl an der TH München wurde er 1932 mit der Arbeit Beiträge für den achssymmetrischen Spannungszustand promoviert. 1935 folgte die Habilitation. Im gleichen Jahr publizierte er mit Ludwig Föppl das Buch Festigkeitslehre mittels Spannungsoptik. Bereits 1937 erschien dann sein wichtiges Werk Kerbspannungslehre – Grundlagen für genaue Spannungsberechnung, das 1958 in erweiterter Fassung neu aufgelegt wurde. Dieses Werk gehört zu den klassischen Büchern der technischen Mechanik; 2001 erschien es in 4. Auflage.
Ab 1936 arbeitete er als Versuchsleiter in der Luftfahrtindustrie. 1937 wurde er Abteilungsleiter in der Luftfahrtforschungsanstalt in Braunschweig.
Nach Ende des  Zweiten Weltkriegs arbeitete er von 1945 bis 1946 als wissenschaftlicher Mitarbeiter der Royal Air Force in Braunschweig und las als Privatdozent allgemeine Mechanik an der TH Braunschweig.
Im Oktober 1946 wurde er als ordentlicher Professor für Technische Mechanik und Festigkeitslehre an die Technische Hochschule Dresden berufen und leitete dort das Institut für Technische Mechanik. 1955 folgte er einem Ruf an die TH München als Nachfolger von Ludwig Föppl auf den Lehrstuhl für Technische Mechanik. In München war er außerdem Leiter des Staatlichen Materialprüfamtes für den Maschinenbau.
1955 wurde Neuber zum ordentlichen Mitglied der Deutschen Akademie der Wissenschaften zu Berlin gewählt. Ab 1969 war er auswärtiges Mitglied dieser Akademie sowie ordentliches Mitglied der Bayerischen Akademie der Wissenschaften.